# Liste der Biografien/Blae
Liste der Biografien |
Portal Biografien |
Personensuche
# |
A |
B |
C |
D |
E |
F |
G |
H |
I |
J |
K |
L |
M |
N |
O |
P |
Q |
R |
S |
T |
U |
V |
W |
X |
Y |
Z |
?
 
Ba |
Be |
Bd |
Bg |
Bh |
Bi |
Bj |
Bl |
Bm |
Bn |
Bo |
Br |
Bs |
Bu |
Bw |
By |
Bz
 
Bla |
Ble |
Bli |
Blj |
Blk |
Bll |
Blo |
Bls |
Blu |
Bly
 
Blaa |
Blab |
Blac |
Blad |
Blae |
Blaf |
Blag |
Blah |
Blai |
Blaj |
Blak |
Blal |
Blam |
Blan |
Blaq |
Blar |
Blas |
Blat |
Blau |
Blav |
Blaw |
Blax |
Blay |
Blaz
Die Liste der Biografien führt alle Personen auf, die in der deutschsprachigen Wikipedia einen Artikel haben. Dieses ist eine Teilliste mit 16 Einträgen von Personen, deren Namen mit den Buchstaben „Blae“ beginnt.

## Blae

### Blaer
- Blær Hinriksson (* 2001), isländischer Filmschauspieler und Handballspieler

### Blaes
- Blaese, Hans-Dieter (1930–2021), deutscher Unternehmer und Verbandsfunktionär
- Blaeser, Cläre (1900–1996), deutsche Politikerin (FDP), MdL
- Blaeser, Gustav (1813–1874), deutscher Bildhauer
- Blaeser, Julius (1814–1834), deutscher Historienmaler der Düsseldorfer Schule
- Blaesi, August (1903–1979), Schweizer Bildhauer
- Blaesilla von Rom (364–384), Tochter der heiligen Paula, Schwester der Jungfrau Eustochium
- Blaesing, Felix (1858–1929), deutscher Komponist und Chorleiter
- Blaesing, Karl (* 1901), deutscher Verwaltungsjurist und Ministerialbeamter
- Blaess, Viktor (1876–1951), deutscher Maschinenbau-Ingenieur
- Blaessle, Marcia (1956–1983), deutsche autodidaktische Malerin

### Blaet
- Blaettermann, George (1782–1850), Gründungsprofessor für moderne Sprachen an der University of Virginia und Lehrer von Edgar Allan Poe

### Blaeu
- Blaeu, Joan (1596–1673), niederländischer Kartograf, Kupferstecher und VerlegerJoan Blaeu (1596–1673)

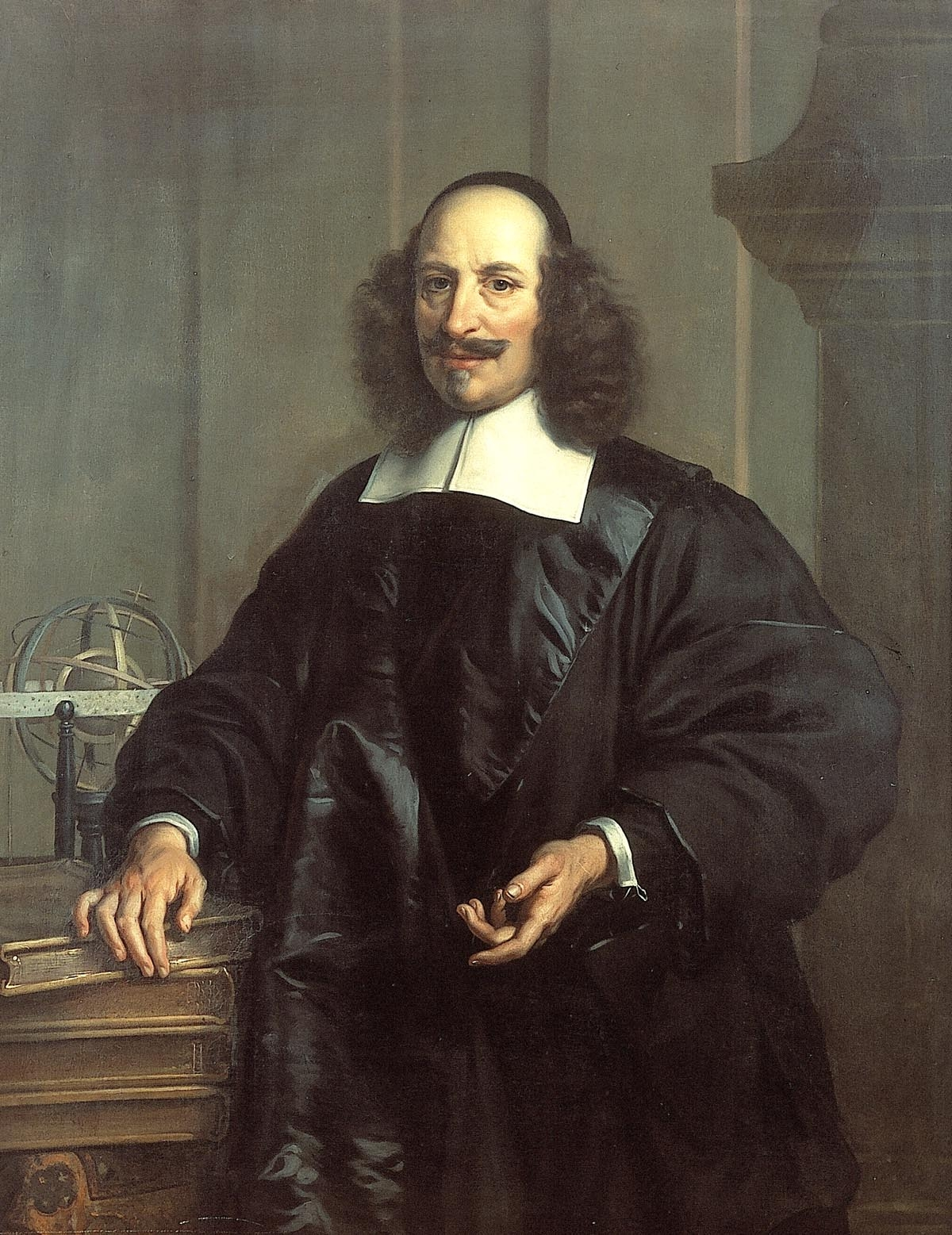
Joan Blaeu (1596–1673)

- Blaeu, Willem (1571–1638), niederländischer Kartograf und Verleger
- Blaeulich, Max (* 1952), österreichischer Autor, bildender Künstler, Herausgeber und Antiquar

### Blaey
- Blaey, Merel de (* 1986), niederländische Hockeyspielerin